# 斯洛博齊亞鄉 (阿爾傑什縣)
44°30′03″N 25°11′26″E / 44.5007°N 25.1905°E
斯洛博齊亞鄉（羅馬尼亞語：Comuna Slobozia, Argeș），是羅馬尼亞的鄉份，位於該國中南部，由阿爾傑什縣負責管轄，面積62平方公里，海拔高度155米，2007年人口4,981，人口密度每平方公里80人。